# Iwatsuki-ku (Saitama)
Iwatsuki (岩槻区 Iwatsuki-ku?) es un barrio que se encuentra en la ciudad de Saitama, Prefectura de Saitama, Japón.
Según datos de 2003, tenía una población estimada de 109.580 habitantes y una densidad de 2.229,05 personas por km&sup2. El área total es de 49,16 km&sup2.
La ciudad fue fundada el 1 de julio de 1954.